# 片田哲也
片田 哲也（かただ てつや、1931年10月15日 - ）は、日本の経営者。小松製作所社長、会長を務めた。大阪府大阪市出身。

## 経歴
旧制四高を経て1953年に京都大学法学部を卒業し、同年に小松製作所に入社。
1978年3月に取締役に就任し、1983年3月に常務、1987年3月に専務、1988年6月に副社長を経て、1989年6月に社長に就任。1995年6月に会長に就任し、2001年6月から取締役相談役を務めた。
日本経済団体連合会副会長を務めた。
1993年11月に藍綬褒章を受章し、2010年4月に旭日大綬章を受章。